# Glascock County
Glascock County is een county in de Amerikaanse staat Georgia.
De county heeft een landoppervlakte van 373 km² en telt 2.556 inwoners (volkstelling 2000). De hoofdplaats is Gibson.